# أوركسترا فلسطين للشباب
أوركسترا فلسطين للشباب هي إحدى فرق الأوركسترا في فلسطين. تأسست بمبادرة من معهد إدوارد سعيد الوطني للموسيقى في عام 2004 لحشد الموسيقيين الفلسطينيين من جميع أنحاء العالم في جسم موسيقي موحد، حيث كانت باكورة حفلاتها في العاصمة الأردنية عمان. تتألف اليوم من 80 عازفًا من فلسطين التاريخية والشتات ودول عربية وأجنبية، حيث يمثلون فلسطين في المحافل العربية والغربية.
يُذكر أن عازفي الاوركسترا يلتقون مرة أو مرتين في العام، ضمن ورشة مدتها عشرة أيام يليها عرض موسيقي. وتسعى الاوركسترا لتسليط الضوء على أعمال الفلسطينيين والملحنين العرب إلى جانب كلاسيكيات غربية. ولقد كانت الأوركسترا مؤخرًا تحت إشراف المايسترو العالمية شون إدواردز. كما أنها تتلقى الدعم من عدة جهات عربية وعالمية كمؤسسة عبد المحسن القطان، مؤسسة خالد شومان، المفوضية الأوروبية، أمانة عمان الكبرى، وغيرها.